# بيل جينينغز (لاعب كرة قدم أمريكية)
بيل جينينغز (بالإنجليزية: Bill Jennings)‏ هو لاعب كرة قدم أمريكية أمريكي، ولد في 13 مارس 1918، وتوفي في 8 يونيو 2002 في لورانس في الولايات المتحدة.